# 류언재
류언재(한국 한자: 柳彦在, 1994년 11월 5일 ~ )는 대한민국의 축구 선수이다. 포지션은 수비수이며 현재 김포 FC 소속이다.

## 클럽 경력
류언재는 2017시즌을 앞두고 K리그2의 수원 FC에 입단했다.
2018시즌을 앞두고 광주 FC로 이적했다.
2019시즌을 앞두고 FC 안양에 입단했다.
2020시즌을 앞두고 K3리그의 강릉시청으로 이적했다.
2021시즌을 앞두고 시흥시민축구단에 입단했다.
2022시즌을 앞두고 FC 남동에 입단했다.